# Runensteine von Eggvena

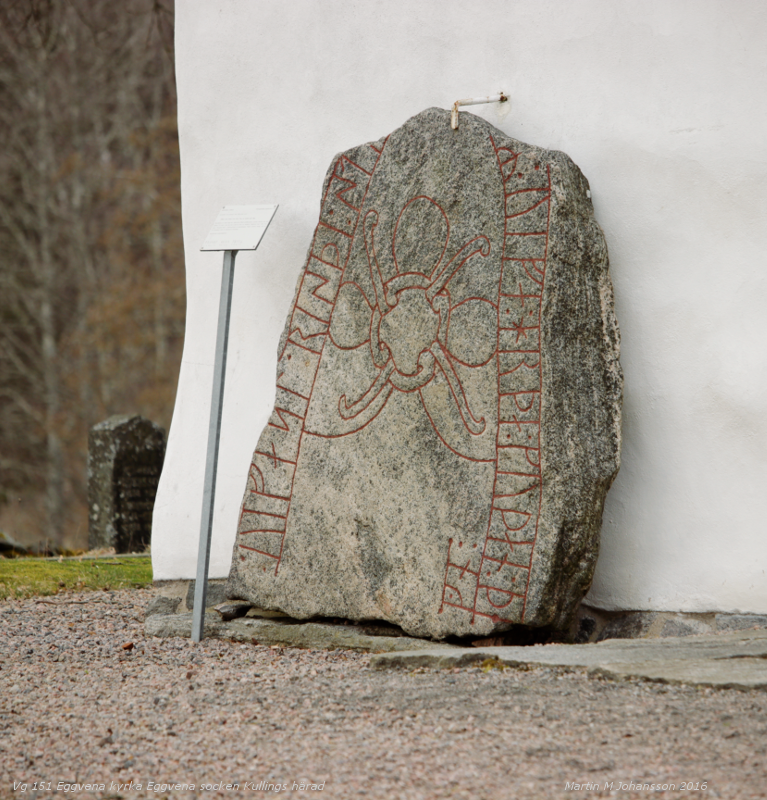
Runenstein Vg 151

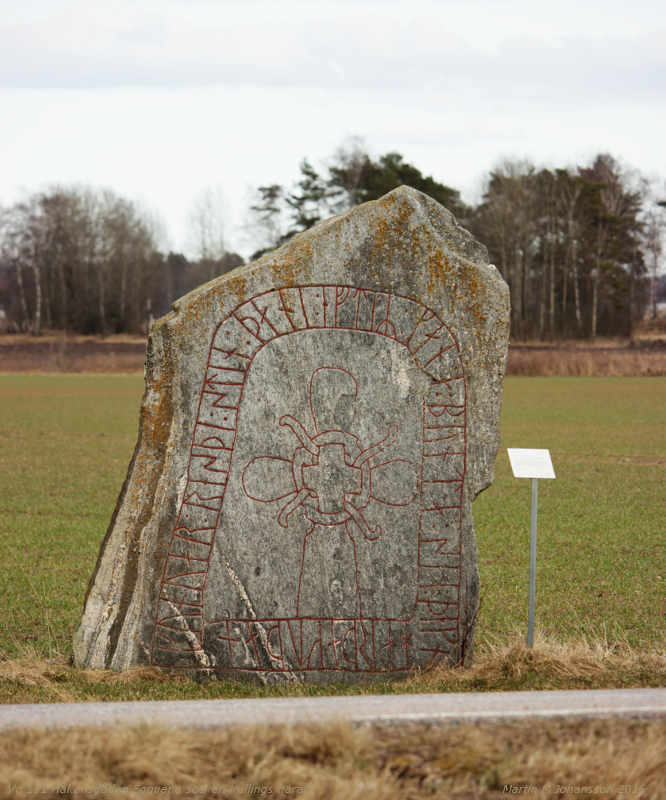
Runenstein Vg 152

Die Runensteine von Eggvena (Samnordisk runtextdatabas Vg 151 und Vg 152) stehen in Herrljunga in Västergötland in Schweden. Sprachlich und dekorativ ähneln die Runensteine einander. Beide Steine wurden wahrscheinlich vom selben Runenmeister geritzt.

## Runenstein Vg 151
Der Runenstein Vg 151 ist ein Runenstein aus der Wikingerzeit, der in der Kirche von Eggvena steht (⊙). Der Stein aus Gneis ist 1,35 m hoch, an der Basis 1,15 m breit und 0,2 m dick. Die Runenhöhe beträgt 15,0 bis 17,0 cm.
Die Schrift im Runensteinstil RAK ist klar, tief und gleichmäßig und lautet:
„uifast: risþi: st (i) … … … ʀ: uifa: hrþa: kuþan: þigens“.
Übersetzt: „Vifast hat diesen Stein nach Vive gesetzt, einem sehr guten Mann.“

## Runenstein Vg 152
Der Runenstein Vg 152 steht an der Straße, südlich der Kirche von Eggvena (⊙).
Er wurde 1993 an einen Ort etwa fünf Meter nordöstlich der Straße verlegt. Es ist 2,25 Meter hoch, 2 Meter breit, 0,25 Meter dick und aus Gneis.
Die Inschrift im Runensteinstil RAK lautet:
„Gunnvar setzte diesen Stein nach Kane, ihrem Ehemann, einem sehr guten Mann“.